# 伊斯梅尔·萨马尼
阿布·易卜拉欣·伊斯梅尔·本·艾哈迈德·萨马尼（波斯語：‎，849年—907年11月），通常被称为伊斯梅尔·本·艾哈迈德、伊斯梅尔·萨马尼或伊斯梅尔·索莫尼，河中地区（892年－907年）和呼罗珊（900年－907年）的萨曼王朝埃米尔。在他的治下，萨曼王朝兴起，成为一个地区强国。
由于萨曼王朝时期，塔吉克族开始形成，因此萨曼王朝被视为塔吉克族第一个国家。伊斯梅尔·本·艾哈迈德被尊为“塔吉克民族之父”。

## 生平
伊斯梅尔的父亲是艾哈迈德·本·阿萨德，其曾祖父是萨曼家族的创始人萨曼·胡达，胡达曾是祆教神权阶级的贵族，后来皈依了伊斯兰教逊尼派。
为了得到当地人的认可，伊斯梅尔被描述成一个温厚而虔诚的穆斯林，并按照伊斯兰教的“独一性”原则仅信仰真主安拉。在他兄弟纳斯尔一世在位期间，伊斯梅尔曾被派去统治因花剌子模军队劫掠而满目疮痍的布哈拉。布哈拉的市民非常欢迎伊斯梅尔，将其视为可以带来安宁的人。
不久后，由于税赋使用上的分歧，伊斯梅尔与纳斯尔发生争吵，并引起了一场战斗，伊斯梅尔最终获得了胜利。虽然伊斯梅尔实际控制了这个国家，但他并没有推翻纳斯尔，而是回到了布哈拉。之所以这样，是因为纳斯尔对河中地区的统治是得到了哈里发的正式授职的，在哈里发眼中，纳斯尔是该地区唯一的合法统治者。再者，当时锡斯坦的萨法尔王朝也在觊觎河中地区，推翻纳斯尔会给萨法尔入侵提供借口。所以，伊斯梅尔一直承认纳斯尔的统治地位，直到892年8月纳斯尔去世后，伊斯梅尔才正式掌权。

呼罗珊及其周边地区的地图

893年，伊斯梅尔占领了黑汗人的首府塔剌思，掠夺了大量的奴隶和牲畜，并将一座景教教堂被改为清真寺。他还消灭了东曹国，扩张了萨曼王朝对锡尔河流域的统治。
即使纳斯尔去世后，伊斯梅尔的统治地位也没有立即获得哈里发的正式承认。因此，萨法尔君主阿姆尔·本·莱斯要求哈里发将河中地区授予自己。哈里发穆阿台迪德却给伊斯梅尔一封信，敦促他攻击阿姆里·莱斯和被哈里发视为篡位者的萨法尔人。根据这封信，哈里发将为伊斯梅尔，这位哈里发承认的呼罗珊的正统统治者祈祷。这封信对伊斯梅尔的影响很大，他决定与萨法尔王朝为敌了。
900年春，双方的战争在阿富汗北部的巴尔赫爆发。这场战中中，伊斯梅尔派出了两万骑兵，明显少于阿姆尔的七万骑兵。而且伊斯梅尔的骑兵装备不良，大多使用木质马镫，一些人甚至没有盾和长矛。阿姆尔的骑兵则装备有精良的武器和盔甲。但阿姆尔最终却被一些倒戈的萨法尔骑兵擒获交给了伊斯梅尔。伊斯梅尔本打算拿阿姆尔向萨法尔王朝勒索赎金，被萨法尔拒绝后，将阿姆尔交给了哈里发。哈里发谴责了阿姆尔的行为，然后将呼罗珊、塔巴里斯坦、雷伊和伊斯法罕授予了伊斯梅尔。
伊斯梅尔决定利用哈里发的授权向当时由阿拉菲德王朝的穆罕默德·本·扎伊德统治的塔巴里斯坦派驻军队，穆罕默德和他的军队在戈尔甘与穆罕默德·本·哈伦率领的萨曼军队遭遇，并在随后的战争中被击败，身负重伤的穆罕默德被俘，并于次日的900年10月3日去世。穆罕默德的首级被送到布哈拉交给了伊斯梅尔，身体葬在了戈尔甘的城门口。
由于穆罕默德指定的继承人，他儿子扎伊德也被俘送到了布哈拉，阿拉菲德的领导层决定拥立了扎伊德的幼子马赫迪为领袖，但不久爆发了冲突，一个阿拉菲德王室的人派军攻击并屠杀了阿拉菲德的支持者。反倒萨曼王朝占领了该省。萨曼的征服使伊斯兰教逊尼派在该省得以恢复。
然而，伊斯梅尔的将军穆罕默德·本·哈伦不久叛乱，迫使伊斯梅尔让他儿子艾哈迈德·萨曼和表弟阿布尔·阿巴斯·阿布杜拉在901年率军到波斯北部的塔巴里斯坦等地，将穆罕默德逼逃至代兰。萨曼军队还成功占领了包括雷伊和加兹温在内的几个城市，虽然后来萨曼的统治者又将该地失于代拉米特人和库尔德人。伊斯梅尔后来将表弟阿布尔·阿巴斯·阿布杜拉任命为塔巴里斯坦的省长。
虽然伊斯梅尔一直给哈里发送礼，但依照惯例，他无需向哈里发进贡或纳税。尽管他没有比“埃米尔”更高的头衔，但无论从那个角度讲，他都是一个独立的统治者。
伊斯梅尔任内不但积极向北、向东扩张萨曼的影响，同时也不断巩固其在克尔曼、锡斯坦和喀布尔等其他地区的统治。在伊斯梅尔治下，萨曼取得了经济、商业发展的成功，并组建了强大的军队。据说，由于伊斯梅尔招揽了大量的学者、艺术家、医生等各类人才来到该地区，使得其首府布哈拉成为伊斯兰世界最辉煌的城市之一。在萨曼时期，《古兰经》首次被翻译成波斯语。由于大量清真寺和伊斯兰学校的建立，逊尼派神学在伊斯梅尔时期得以不断发展。
伊斯梅尔和他的继任者在居民中普及伊斯兰教，多达三万户突厥人改奉了伊斯兰教。伊斯梅尔征服了东方的很多邦国，一些被直接纳入疆域，而另一些成为了附属国。北方的花剌子模被肢解，南部在阿夫里格王朝的统治下保持自治，而北部由萨曼王朝的官员管辖。903年的另一场战役进一步巩固了萨曼王朝的边疆。这些战争确保了国家的中心地带免受突厥人的攻击，也保证了穆斯林传教士在该地区的活动。

## 去世

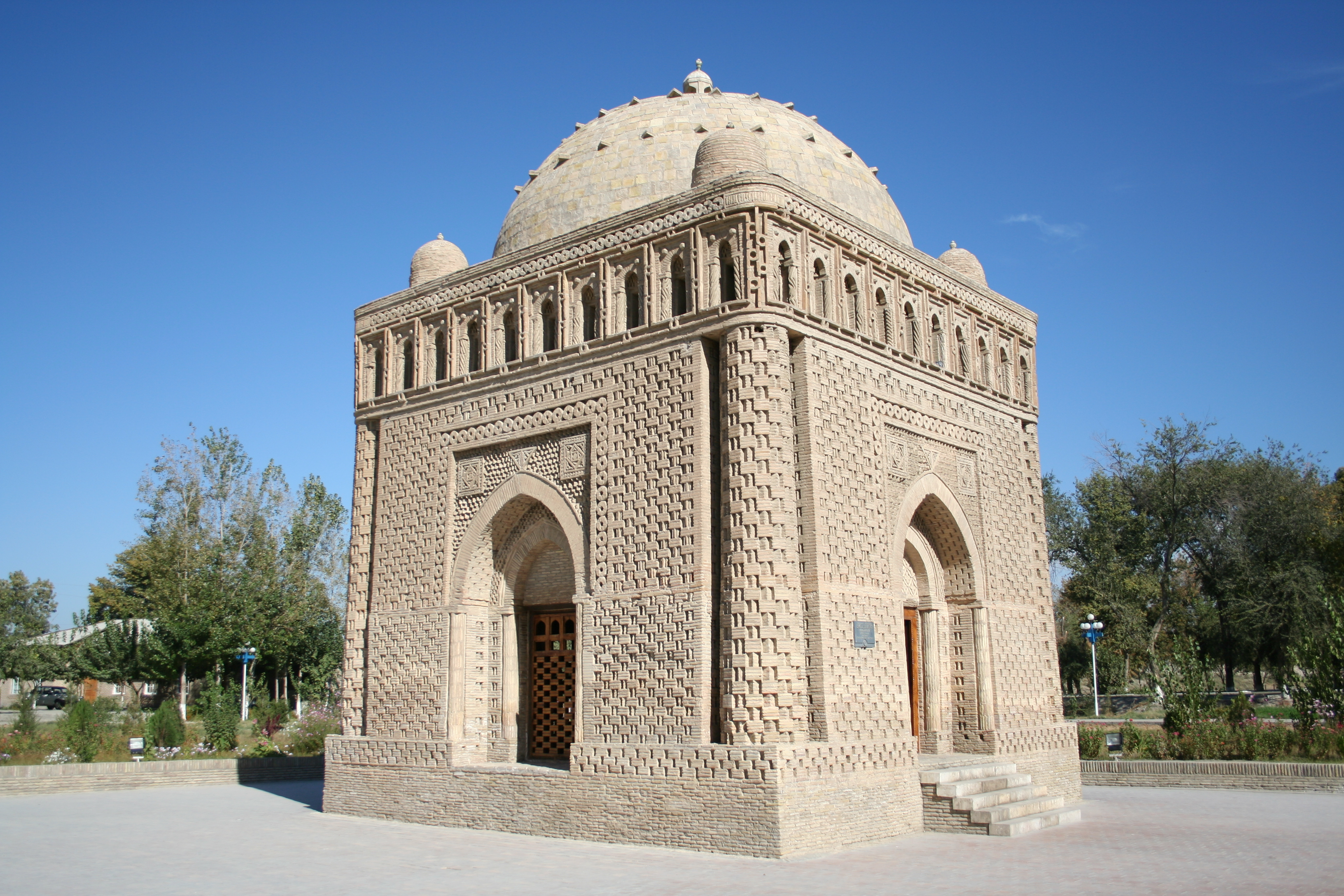
伊斯梅尔的陵墓

907年，伊斯梅尔病逝，儿子艾哈迈德·萨曼继位。

## 后世
1993年，乌兹别克斯坦的布哈拉历史中心被收入世界遗产名录，其中就包括伊斯梅尔的陵墓。
1999年，为庆祝萨曼王朝建立1100周年，塔吉克斯坦将其最高峰的名字从之前的“共产主义峰”改成了“伊斯梅尔·索莫尼峰”。
2000年，塔吉克斯坦用来取代塔吉克卢布的法定货币“索莫尼”就是以伊斯梅尔来命名的。
塔吉克斯坦的最高奖章，等于2000美元的“伊斯梅尔·索莫尼”奖章也以他的名字来命名。

## 图集

位于苦盏的伊斯梅尔塑像
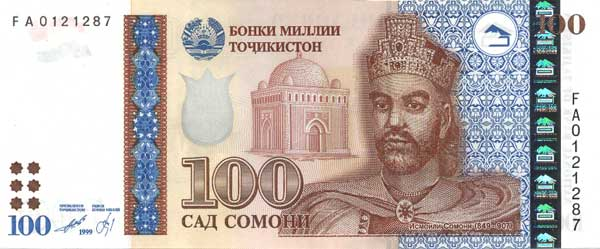
印有伊斯梅尔像的塔吉克货币
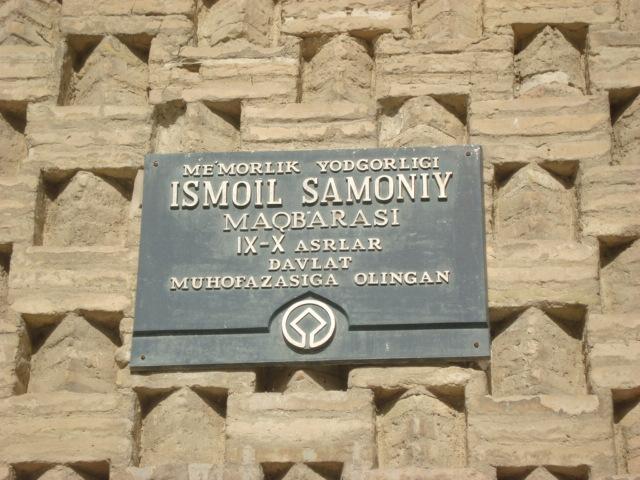
位于伊斯梅尔陵墓的世界遗产标识
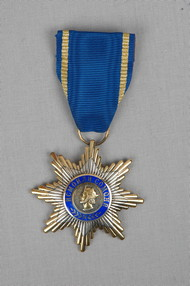
以“伊斯梅尔·索莫尼”命名的勋章
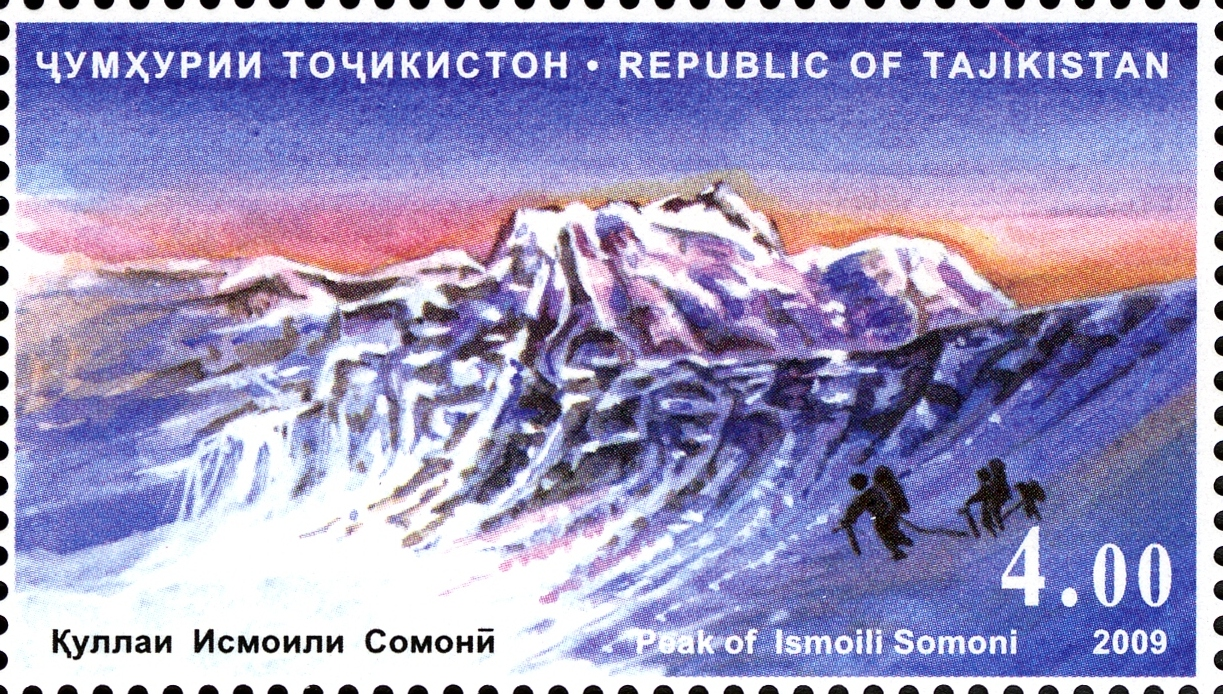
伊斯梅尔·索莫尼峰纪念邮票

## 备注
1. 1 2  “萨马尼”在塔吉克语中被称为“索莫尼”（Сомонӣ）